# Hans Erich Winter
Hans Erich Winter (* 11. März 1894 in Beckenham bei London; † unbekannt) war ein deutscher Jurist, Wirtschaftswissenschaftler und nationalsozialistischer Funktionär.

## Leben und Wirken
Er war der Sohn des Kaufmanns Hans Otto Winter und dessen Ehefrau Helene Pohlmann und kam in England auf die Welt. Aus dem Ersten Weltkrieg kehrte er als Leutnant zurück und heiratete 1919 in Charlottenburg Adda Auguste Martha geborene Steuer aus Bremen. Beide lebten zunächst in München. Die Ehe wurde 1931 geschieden.
1921 promovierte Winter an der Universität Heidelberg zum Dr. phil. Das Thema seiner Dissertation lautete Die Lage der deutschen Landmaschinenindustrie und ihre Aufgaben für den Wiederaufbau der deutschen Volkswirtschaft. Daneben promovierte er in Rechtswissenschaften zum Dr. jur.
Spätestens 1930 lebte er in Dresden und schrieb mehrere Leitartikel und Artikel in der nationalsozialistischen Tageszeitung Der Freiheitskampf. Seit Anfang 1929 war er Mitglied der NSDAP, die ihm im Gau Sachsen zum Gaupressewart ernannt. Im März 1933 wurde er durch Gauleiter Martin Mutschmann zur Disposition der Gauleitung gestellt, übernahm deren agrarpolitische Pressestelle und wurde der Nachrichtenstelle der sächsischen Staatskanzlei beigeordnet. Noch im gleichen Monat wird er als kommissarischer Leiter der Nachrichtenstelle der Staatskanzlei in Dresden bezeichnet. Als Jurist und Landwirtschaftsexperte und Delegierter der Sächsischen Staatskanzlei nahm er im Juni/Juli 1933 an der Londoner Konferenz teil. Im Oktober 1933 wurde er Hauptabteilungsleiter C im Stabsamt des Reichsbauernführers.
Wegen erhobener Vorwürfe mehrmaliger Konsultationen des jüdischen Arztes Martin Abraham in Berlin Ende 1933 und 1936 wurde ein Ehrengerichtsverfahren der NSDAP gegen ihn eingeleitet.